# Eld över England
Eld över England är en brittisk film från 1937 regisserad av William K. Howard efter en roman av A. E. W. Mason. Detta historiska drama handlar om Elisabet I av England och huvudrollen spelas av Flora Robson. I övriga roller kan bland andra Laurence Olivier och Vivien Leigh ses.

## Rollista
| Flora Robson     | – Elisabet I av England            |
| Raymond Massey   | – Filip II av Spanien              |
| Leslie Banks     | – Robert Dudley, earl av Leicester |
| Laurence Olivier | – Michael Ingolby                  |
| Vivien Leigh     | – Cynthia                          |
| Morton Selten    | – Lord Burleigh                    |
| Tamara Desni     | – Elena                            |
| Lyn Harding      | – Sir Richard Ingolby              |
| George Thirlwell | – Mr. Lawrence Gregory             |
| Henry Oscar      | – Spansk ambassadör                |
| Robert Rendel    | – Don Miguel                       |
| Robert Newton    | – Don Pedro                        |
| Donald Calthrop  | – Don Escobal                      |
| Charles Carson   | – Admiral Valdez                   |
| James Mason      | – Hillary Vane                     |